# Hammaptera rosenbergi
Hammaptera rosenbergi là một loài bướm đêm trong họ Geometridae.